# Wilhelm Christian Pantenius
Wilhelm Christian Pantenius (* 23. Februar 1806 im Pastorat Grünhof (Kurland); † 8. Juli 1849 in Mitau) war ein deutschbaltischer Theologe und Journalist.

## Tätigkeiten
Pantenius, ein Sohn des Pastors Christian Pantenius, studierte ab 1826 Theologie an der Kaiserlichen Universität Dorpat und legte 1830 das Kandidatenexamen ab. Nach einigen Jahren als Hauslehrer wurde er 1835 zuerst Adjunkt und 1837 Pastor in Mitau. Nebenberuflich war er von 1835 bis 1849 Redakteur der Latweeschu Awises, der ersten lettischsprachigen Zeitung. Er veröffentlichte auch Unterhaltungsliteratur in lettischer Sprache.

## Auszeichnungen
- 1847 Goldenes Prediger-Brustkreuz